# シラコスゲ

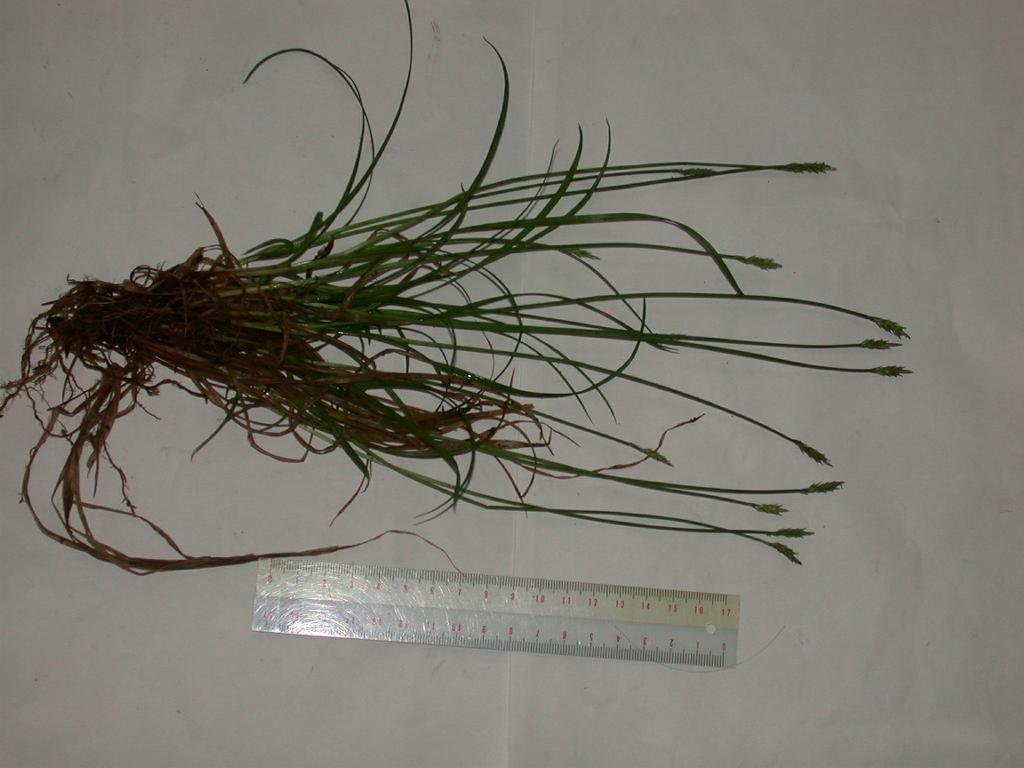
全草

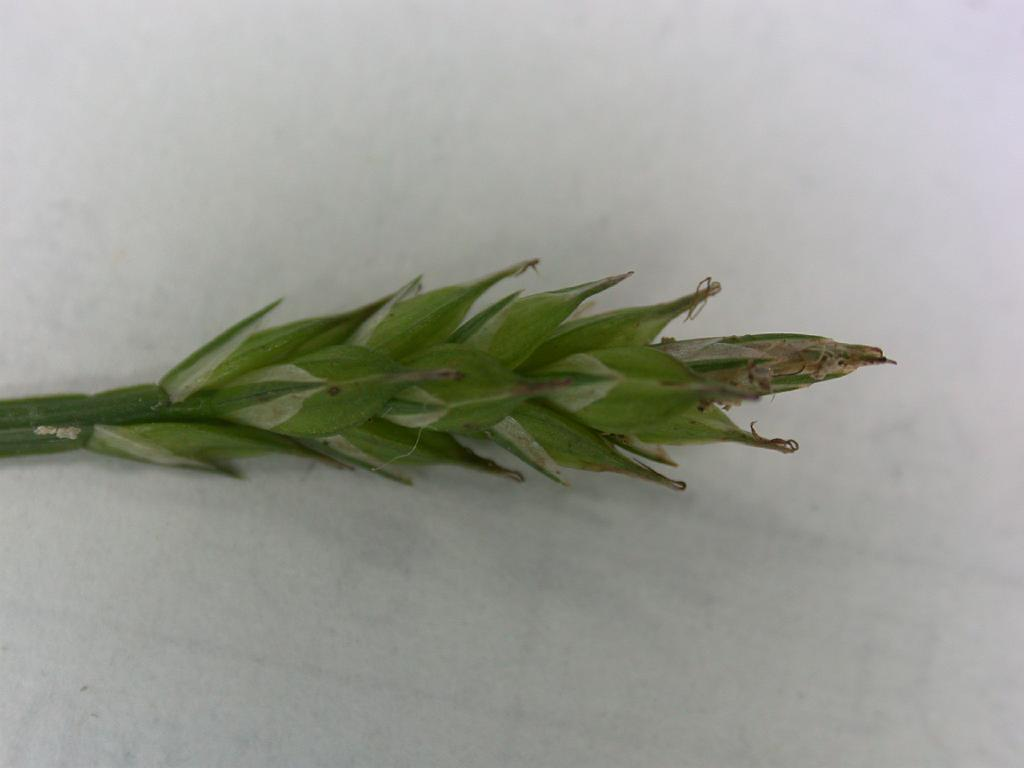
小穂

シラコスゲ(白子菅、Carex rhizopoda) はカヤツリグサ科の植物。花茎に単一の小穂だけをつけるスゲ属で、果胞は大きい。

## 特徴
柔らかな多年生草本。短いながら斜め上する根茎があり、大きな株を作る。全体に鮮やかな緑色である。 葉は扁平で幅2-3(-5)mm、花茎より短い。
果実の成熟は4-6月。花茎は長さ20-50cm、断面は三角で、鋭い稜があり、縁はざらつく。小穂はその先端に一つだけ生じる。小穂は長さ1.5-4cmで、花茎よりやや太い。雄雌性で先端に雄花部があるが、ごく短く、幅が狭い。雌花鱗片は卵形、緑色で中肋があり、長さは果胞の約半分。果胞は長さ5-6mm、薄い膜質で緑色、細い脈がある。形は卵形で先端は次第に狭まって、やや反り返る長い嘴となる。果胞は花軸にほぼ沿ってつき、成熟しても開出しない。柱頭は三裂。
和名は埼玉県白子（現、和光市）で矢田部良吉が採集し、命名したことによる。

## 分布
北海道から九州まで分布する。北海道では日高、胆振、渡島から知られる。他に、対馬からも知られている。九州以南ではヤクシマ、種子島以南では発見されていない。日本固有種であり、国外からは知られていない。

## 生育環境
丘陵地から山間部の湿地に生える。綺麗な水のそばに生え、湧水源周辺に生えるものの代表として挙げられている。

## 分類
小穂を一つしかつけないスゲは多くない。それらはほとんどが雄雌性であるが、多くは果胞が軸に対して立つか、成熟時に反り返る。その他様々な特徴でこの種は独特である。北村他(1986)はこれをヒゴクサ節に含め、マツバスゲなどと合わせるが、勝山(2005)はこの種のみでシラコスゲ節としている。なお、シラコスゲ節には世界に4種あり、他の2種は中国、1種はフィリピンから知られる。